# Spear of Destiny
Spear of Destiny (abreviação "SoD") é a continuação oficial, de Wolfenstein 3D (abreviação "Wolf 3D") ambos criados em 1992, embora Spear of Destiny se passe antes da história do Wolfenstein 3D. Bem parecido com o jogo antecessor, mas desta vez sem escolha de episódios, pois tudo acontecia de uma vez, assim como seria feito em Doom II. O jogo possui 21 fases, sendo duas secretas.
O enredo descreve que os nazistas armaram um plano para capturar a "Lança do Destino", a qual foi cravada no peito de Jesus quando este estava na cruz (causando a quinta chaga, o que provavelmente o matou). Após ter ultrapassado o Corpo Sagrado, a lança ganhou o poder de tornar invencível aquele que a possuir, assim como os seus exércitos. Logicamente que Hitler tinha interesse na lança.
BJ Blazkowicz tem então a missão de impedir este terrível objetivo e guardar a "Lança do Destino" num local onde não fosse mais utilizada para o mal.
Além do original possui duas missões oficiais, lançadas pela FormGen Corporation em maio de 1994, chamadas Return to Danger e Ultimate Challenge, as quais são conhecidas como "lost episodes" (episódios perdidos). Ambos são constituídos de 21 níveis, com um esquema semelhante ao Spear of Destiny original, porém foram introduzidos novos gráficos e sons. Também foi lançada uma versão em CD, intitulada "Spear of Destiny Super CD Package", contendo todos os três episódios mais um gerador de fases aleatórias, no final de 1994.